# Torneo de Andorra 2022
El Andorrà Open 2022 fue un torneo de tenis profesional jugado en canchas duras bajo techo. Fue la 1ª edición del torneo y formó parte de los Torneos WTA 125s en 2022. Se llevó a cabo en Andorra la Vieja, Andorra, entre el 28 de noviembre al 4 de diciembre de 2022.

## Cabezas de serie

### Individuales
| Tenista             | Ranking | Preclasificada |
| Shuai Zhang         | 24      | 1              |
| Alison Van Uytvanck | 55      | 2              |
| Tatjana Maria       | 70      | 3              |
| Linda Nosková       | 91      | 4              |
| Dayana Yastremska   | 101     | 5              |
| Sara Errani         | 106     | 6              |
| Daria Snigur        | 107     | 7              |
| Cristina Bucșa      | 108     | 8              |

- Ranking del 21 de noviembre de 2022

### Dobles
| Tenista                       | Ranking | Preclasificada |
| Alexandra Panova Alycia Parks | 132     | 1              |
| Vivian Heisen Nadiia Kichenok | 158     | 2              |

## Campeonas

### Individuales femeninos
Alycia Parks venció a  Rebecca Peterson por 6–1, 6–4

### Dobles femenino
Cristina Bucșa /  Weronika Falkowska vencieron a  Angelina Gabueva /  Anastasia Zakharova por 7–6(4), 6–1